# Bannière de Carillon
Pour les articles homonymes, voir Carillon (homonymie).
Ne doit pas être confondu avec Carillon moderne.
La bannière de Carillon est une bannière de procession qui aurait flotté lors de la bataille de Fort Carillon en 1758. Redécouverte et devenue populaire au milieu du XIXe siècle, elle inspire la création en 1902 du Carillon moderne, l'ancêtre de l'actuel drapeau du Québec.

## Historique

### Naissance du mythe

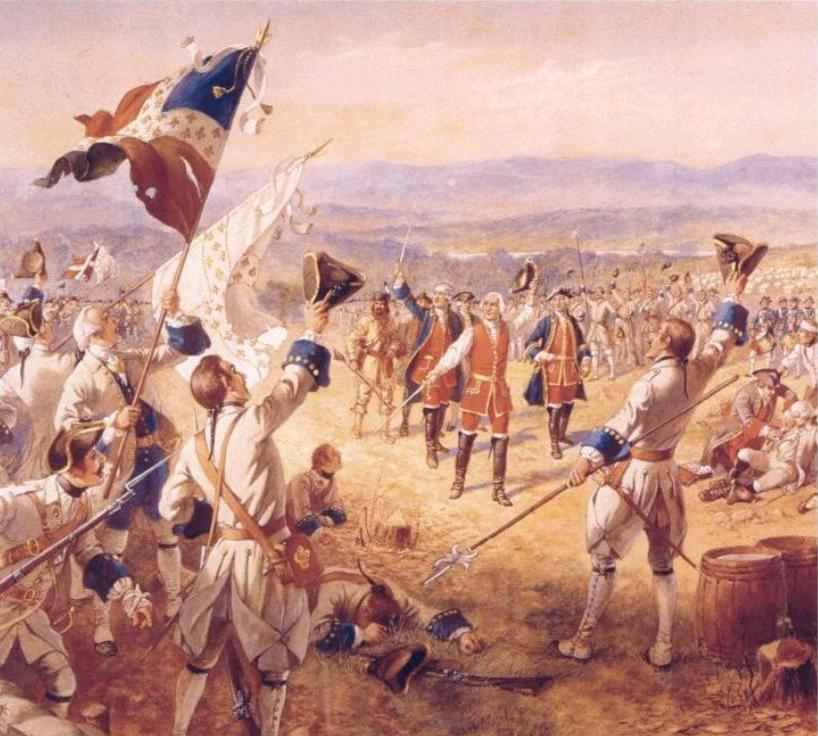
Les français sont victorieux lors de la bataille de Fort Carillon en 1758.

Aux lendemains des Troubles de 1837-1838 et de l'acte d'Union de 1841, une vague de découragement déferle sur la population bas-canadienne. Certains de ses chefs les plus éminents vont officiellement prôner l'anglicisation telle que planifiée par le nouveau régime. Ainsi, Étienne Parent, qui a défendu pendant de nombreuses années la nationalité canadienne dans son journal le Canadien, suggère à ses «compatriotes [...] [de] ne point lutter follement contre le cours inflexible des événements» et espère que l'«assimilation, sous le nouvel état de choses, se fera graduellement et sans secousse».D'autres n'accepteront pas cet avenir bloqué, cette mort lente. Dans cette optique, le rappel des hauts faits qui ont marqué le régime français nourrit la fibre nationale et partant assure, en partie du moins, la survie de cette société distincte. L'Histoire du Canada, de François-Xavier Garneau, en réponse au «peuple sans histoire» de Durham, et dont le troisième tome est publié l'année de la découverte du drapeau, participe de ce mouvement. Baillargé, par son drapeau, participe à cette reconquête de l'estime de soi du peuple bas-canadien. L'étonnant, c'est qu'il ait choisi de le faire par l'entremise d'un objet dont il limite les apparitions d'une part et les scénarise d'autre part afin que le mythe naisse, s'amplifie et délaisse l'objet au profit de l'idée. Puisque tous les faits qui entourent la découverte de la relique sont véridiques, la présence du drapeau à la bataille de Carillon ne devrait pas soulever de doute. Mais les omissions, sinon les mensonges, de son découvreur, le secret dont il s'est entouré ont semé le doute. Ce qui a permis au mythe de naître devient un siècle plus tard responsable de sa disparition. Mais que la bannière ait été présente ou non à Carillon n'a plus guère d'importance. Elle a joué son rôle : elle a servi à créer, un siècle presque jour pour jour après sa découverte, le drapeau québécois actuel. Sa couleur bleue, qui n'a jamais été sienne, et ses fleurs de lis, sont devenues les marques distinctives du peuple québécois.

### Création
La bannière religieuse dite de Carillon date du XVIIIe siècle comme le confirme l'expert en textiles Jean-Michel Tuchscherer : « Le Drapeau de Carillon est sans aucun doute un document exceptionnel du XVIIIe siècle » [Robitaille]. Quant aux armoiries sous la madone, aujourd'hui effacées, elles sont fort probablement, comme l'affirme la tradition, celles de Charles, marquis de Beauharnois (1671-1749), gouverneur de la Nouvelle-France de 1726 à 1747 : D'argent à une fasce de sable, surmontée de trois merlettes du même. D'une part, seul le gouverneur avait le droit d'inscrire ses armoiries personnelles sur une bannière aux armes de France et, d'autre part, seul Beauharnois a eu comme supports des aigles. La bannière a donc fort probablement été fabriquée entre 1726, date de l'arrivée du marquis en Nouvelle-France, et le 29 mai 1732, date où il deviendra commandeur de l'ordre de Saint-Louis avec droit d'entourer son écu de la devise, qui n'apparaît pas sur le drapeau : Bellicae virtutis praemium.

### Sa redécouverte

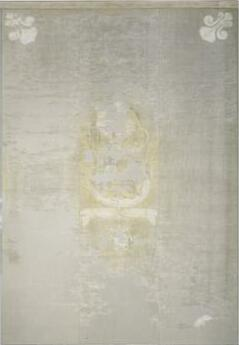
Photo du drapeau de Carillon exposé au musée de l'Amérique française à Québec.

En mars 1882, Ernest Gagnon affirme que Louis de Gonzague Baillargé, avocat, homme d'affaires et philanthrope de Québec, «[a]yant lu dans une vieille chronique qu'un drapeau apporté de Fort Carillon et suspendu à la voûte de l'église des Récollets, à Québec, avait été sauvé de l'incendie de cette église en 1796», entreprend des recherches afin de le retracer. En novembre ou décembre 1847, il rencontre le dernier survivant des Récollets, le frère Louis Martinet dit Bonami (1764-1848) dans sa résidence de la rue Saint-Vallier près de l'Hôpital général de Québec. Relevant à peine d'une attaque de paralysie, le frère lui demande de revenir une autre fois. Vers la mi-janvier 1848, Baillargé retourne chez l'homme qui lui raconte l'histoire du drapeau :
Charles-Félix Berey (1720-1800), supérieur des Récollets, était un des aumôniers des troupes qui combattirent sous le commandement de Louis-Joseph de Montcalm. Lorsqu'il revint au monastère, après la campagne de 1758, il rapporta avec lui un drapeau troué et déchiré qui, disait-on au couvent, avait vu le feu de la bataille de Fort Carillon. Ce drapeau est suspendu à la voûte de l'église des Récollets, la partie qui s'attache à la hampe ou hallebarde étant retenue aux extrémités par des cordes. Le 6 septembre 1796, un incendie vient réduire en cendres le couvent et l'église des Récollets. Le feu ayant pris par le clocher de l'église, le toit brûle avant le reste de l'édifice. Pendant qu'avec l'aide d'un autre Frère, le frère Louis sauve un coffre rempli d'objets en traversant la nef de l'église, la bannière se détache et tombe à leurs pieds. Louis la saisit en passant, et une fois à l'extérieur, il la place à la hâte dans le coffre. C'est de ce même coffre relégué au grenier de la résidence du frère Louis que Baillargé l'exhume à la mi-janvier de 1848.
Tous les faits reliés à la découverte du drapeau sont véridiques. Carillon fut une victoire française. Le 8 juillet 1758, Montcalm et ses 3 500 soldats défont le major général James Abercrombie fort pourtant de la plus grosse armée jamais réunie, à l'époque, en Amérique du Nord: 15 000 hommes. La disproportion entre les deux armées va renforcer le côté miraculeux de la victoire française. Selon une légende rapportée par Mgr Baillargeon, « la Vierge était apparue au-dessus des combattants et [...] toutes les balles tirées par les Anglais allaient s'anéantir dans les plis de sa robe, sans atteindre les Français. De là à y voir une confirmation de la présence de la mythique bannière, il n'y a qu'un pas. Mais rien ne le prouve. Aucun des régiments qui participèrent à cette bataille (La Sarre, Languedoc, Berry, Royal-Roussillon, Guyenne, Béarn, La Reine) n'avait un drapeau de régiment qui se rapprochait de la bannière en question. Il s'agirait donc d'une bannière arborée par la milice canadienne. Pourtant, sur le plan de la bataille de Carillon retrouvé dans les manuscrits du maréchal de Lévis, si les drapeaux des régiments sont signalés, aucune indication ne vient confirmer que la milice canadienne en arborait un elle aussi. Le père Berey, qui fut le dernier supérieur des récollets, a bien été aumônier militaire, mais, à la bataille de Carillon, selon Casgrain, c'était l'abbé Piquet qui l'était. Le frère Bonami a bien été le dernier récollet. En ce qui a trait à l'incendie de l'église des récollets, l'événement est bien réel, mais aucun document n'atteste de la présence du drapeau. Il serait resté suspendu au plafond de 1758 à 1796, même si l'église a aussi servi aux protestants et sans que les nouveaux maîtres du pays y trouvent à redire. Pourtant, Sir Guy Carleton avait reçu instruction de Londres en 1775 de retirer toutes les représentations des armes de France des églises et des cours de justice. Un dessin de l'intérieur de l'église des récollets de Richard Short, daté de 1761, ne laisse voir aucun élément qui suppose la présence de drapeaux ou bannières dans l'église.

### Propriété de Louis de Gonzague Baillargé

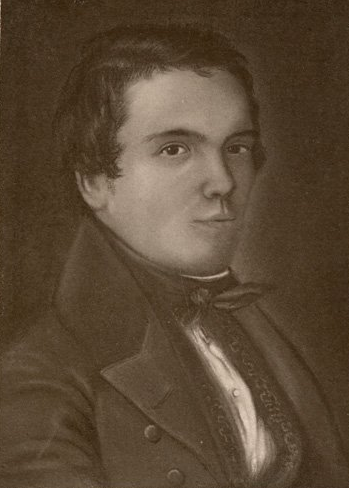
Louis de Gonzague Baillargé

Trente-trois ans après son premier article sur le drapeau de Carillon, Ernest Gagnon, sous le pseudonyme de Pierre Sailly, soutient qu'il a écrit l'article de la Revue canadienne «sous la dictée de M. L.-G. Baillargé. La vieille chronique, mentionnée par lui, m'est inconnue. Jamais M. Baillargé n'a voulu me permettre de dérouler et de voir son drapeau de Carillon». C'est en effet «son drapeau de Carillon». Il en prend un soin jaloux. Le drapeau participe, pour cette seule fois déployé, au défilé de la Saint-Jean-Baptiste à Québec, le 27 juin 1848.
Puis, jusqu'à la mort de son propriétaire, officiellement personne ne voit le drapeau. Baillargé, excentrique personnage aux dires de ses contemporains, le garde précieusement chez lui. Cela ne l'empêche pas, semble-t-il, de se départir de certains morceaux. Ainsi, en mai 1941, la bannière est déployée, en toute intimité, afin d'authentifier un morceau du drapeau de Carillon propriété de J.-P. Suzor, petit-fils du lieutenant-colonel Suzor (1834-1866). Camille Roy, recteur de l'Université Laval, Aimé Labrie, secrétaire général, Paul-Émile Gosselin et Honorius Provost, sous-archiviste, confirment que «le dit fragment correspond en toute évidence avec le drapeau tant pour la couleur et la nature du tissu, que par les dessins représentés; le fragment a été détaché à l'endroit du diadème et de la couronne d'étoiles qui ornent la tête de la madone peinte sur une face du drapeau». «La place d'où le fragment avait été détaché est bien visible et la partie qui manque est légèrement plus étendue que le morceau identifié. On a donc pu en faire cadeau à d'autres». Le 31 mai 1973, un autre morceau du drapeau est mis à l'enchère à l'Encan des livres de Montréal. Ce morceau faisait partie du fonds Pierre-édouard Leclère (1798-1866), surintendant de police lors des Troubles de 1837-1838. Ces «patriotiques larcins», pour reprendre les termes de Hormidas Magnan, ont été commis entre 1848, date de la découverte du drapeau, et 1866, date de la mort des propriétaires.
À chaque Fête nationale, Baillargé permet que le drapeau de Carillon défile mais bien «enroulé sur sa hampe, recouvert d'un fourreau de toile». Il exige qu'on vienne le cueillir en corps et accompagné d'une fanfare qui joue Partant pour la Syrie, puis après 1870 La Marseillaise. Au moins une fois, en 1866, le drapeau de Carillon reçoit, à l'aller et au retour, les honneurs d'un salut de la part de la garnison régulière stationnée à l'hôpital militaire rue Saint-Louis. Le 5 juin 1854 à l'église Notre-Dame de Québec, la bannière est de la translation des restes mortels des braves de 1760. Mais Baillargé refuse que le drapeau défile à Montréal pour le cinquantenaire de la société arguant, devant ses collègues de la Société Saint-Jean-Baptiste de Québec, qu'il n'est pas le «dépositaire» mais le «propriétaire de ce vénérable drapeau» [Gagnon Ib]. Dans son travail de mythification de la bannière, Baillargé reçoit l'aide d'écrivains. Ainsi le poème Le Drapeau de Carillon d'Octave Crémazie, publié en 1858, contribue fortement à publiciser la bannière et par conséquent à l'édification du mythe. Le 28 octobre 1890, la relique est présentée au Comte de Paris en visite au Québec alors qu'il est reçu à l'Université Laval. Le 21 juillet 1885, il est de la procession qui marque le retour de campagne au Nord-Ouest du 9e bataillon.

### Propriété du Séminaire de Québec et de l'Université Laval
Ironiquement, à la mort de Baillargé en 1896, aucun de ses héritiers n'est intéressé à la bannière de Carillon, comme en fait foi la déclaration d'Octave Lemieux, juge de paix, faite le 12 décembre 1901 dans le but de confirmer la propriété de l'Université Laval et du Séminaire de Québec sur le drapeau de Carillon.
Ce document, c'est l'Université Laval qui en est l'inspiratrice afin que son droit de propriété du drapeau ne puisse être contesté. Au début de décembre 1901, la nouvelle que le drapeau de Carillon apparaîtra pour la première de la pièce de Laurent-Olivier David Le Drapeau de Carillon sème l'émoi à Québec. F. Baillargé, neveu de l'ancien propriétaire, avait laissé entendre que le nouveau propriétaire du drapeau, le Séminaire de Québec, acceptait de prêter la bannière. Le 9 décembre 1901, les membres du Conseil du Séminaire, réunis d'urgence, refusent d'accéder à la demande alléguant le «triste état» de la relique. «Le drapeau n'est pas en état d'être déployé, si ce n'est qu'avec des précautions qu'il ne faut pas s'attendre au théâtre. C'est une relique vraiment nationale qu'il faut absolument conserver au prix des plus grands sacrifices».
Les zouaves pontificaux de Québec à qui revient l'honneur de porter la relique à chaque Fête nationale depuis 1901, finissent par croire qu'ils sont les seuls à avoir ce droit. Le 22 septembre 1929, le recteur de l'Université Laval prête « aux gardes de Québec et même du dehors, le dit drapeau de Carillon pour une manifestation au monument Montcalm pour commémorer le 170e anniversaire de la mort de ce général ». Les zouaves s'insurgent, nul, sauf eux, n'a le droit de porter la relique. Le 8 octobre 1929, Amédée Gosselin se fait confirmer par Hormidas Magnan, gendre d'Octave Lemieux, qu'aucune clause de ce type n'existe. Finalement, la relique participe le 13 juillet 1958 au bicentenaire de la bataille de Carillon au Fort Ticonderoga (New York). Cette grande sortie marque l'apogée de la bannière. Par la suite, elle tombera tranquillement dans l'oubli, balayée par la Révolution tranquille et remplacée par le fleurdelisé, officiellement drapeau du Québec depuis 1948.
En 2009, il est exposé au musée de l'Amérique française à Québec.

## Description

### Format et matériel
La bannière mesure 213 centimètres de largeur sur 307 cm de longueur. Il est fabriqué de trois plans de soie beige d'armure unie mesurant 70 centimètres de largeur chacun, cousus les uns aux autres par la lisière. Le long de la lisière supérieure du drapeau est cousue une cravate en lin, encollée et peinte en rouge, de 5,8 centimètres de largeur. Les trois autres lisières extérieures du drapeau sont protégées par un ruban en soie bleue d'armure unie de 3,8 centimètres de largeur, replié de façon à couvrir l'arête.

### Symboles
La bannière, possédant deux côtés, contient plusieurs symboles du royaume de France et de la religion chrétienne. Le 15 février 2008, l'Autorité héraldique du Canada publie un blasonnement pour la bannière de Carillon. Elle décrit l'avers ainsi : 

D’azur à la Vierge Marie d’argent vêtue de gueules, son manteau d’azur, couronnée, nimbée d’étoiles, tenant l’enfant Jésus, debout sur un croissant posé sur un listel, le tout d’argent, inscrit Refugium Peccatorum [Refuge des pécheurs] en lettres de sable, soutenu des armes de Beauharnois (d’argent à une fasce de sable accompagnée en chef de trois merlettes du même) sommées d’une couronne de marquis, supportées par deux aigles, d’où pend l’insigne de l’Ordre de Saint-Louis, le tout accompagné de quatre fleurs de lis renversées, deux en bande, deux en barre, le tout d’argent; 

Fleur de lys
Madone
Croissant
Armes de Beauharnois

Puis le revers :
D’azur aux armes de la France moderne (d’azur à trois fleurs de lis d’or) sommées de la couronne royale de France d’or et environnées de deux branches de palmier du même, liées de gueules, le tout accompagné de quatre fleurs de lis renversées, deux en bande, deux en barre, le tout d’argent;
La description la plus fiable des motifs de la bannière, aujourd'hui plus ou moins discernables, est celle de Gagnon en 1915. «Sur un côté, une madone a été peinte à l'huile. Sa robe est rouge, son manteau est bleu. L'Enfant-Jésus se repose sur son bras gauche, et sa droite est ramenée vers les pieds de l'enfant. Autour de sa tête est une couronne d'étoiles, peintes de la même manière que les fleurs de lys des quatre coins de la bannière. Sous ses pieds, un croissant peint, lui aussi, comme les fleurs de lys. Au-dessous l'inscription Refugium peccatorum, en grandes capitales, se lit sur une bande également peinte. [...] Les fleurs de lys qui occupent les quatre coins du tissu sont plus pâles que le fond général de la bannière». Ce sont ces quatre fleurs de lis qui apparaîtront sur le Carillon, puis le Carillon-Sacré-Cœur, pour finalement, une fois redressées, orner le fleurdelisé québécois. « Sur le revers de la bannière, on voyait les armoiries de France, timbrées d'une couronne royale : écu ovale, à fond d'azur chargé de trois fleurs de lys d'argent posées 2 et 1 » [Gagnon IIa].

### Couleur
Dans la première description, il est dit que le « fond en est vert très pâle (il a dû être bleu ciel autrefois) » [Gagnon Ia]. Ainsi s'expliquent que le fleurdelisé et ses ancêtres, le Carillon, puis le Carillon-Sacré-Cœur, seront bleu ciel. Dans la deuxième description, on affirme que la couleur de la bannière était « [p]robablement le blanc, blanc crème ou jaune pâle » [Gagnon IIa].

### Orientation
L'orientation du drapeau a aussi soulevé la controverse. La cravate cousue à la lisière supérieure et l'orientation des éléments picturaux du drapeau montrent bien qu'il s'agit d'une bannière religieuse, à suspendre verticalement. Pourtant, Baillargé, son découvreur, a tenu mordicus à en faire un drapeau de régiment, suspendu horizontalement, plus en accord avec le fait qu'il aurait connu le feu de Carillon. Il fait dire à Gagnon dans son premier article que «M. Viger et quelques autres ayant exprimé l'opinion que l'image de la Vierge indiquait une bannière de confrérie et non un drapeau de régiment, ils furent invités par M. Baillargé à venir juger des choses de visu. Après avoir examiné l'écusson, puis, sur le côté et non sur le haut de l'étendard, le fourreau garni d'œillets où passait le galon qui tenait le tissu attaché à la hampe, ils durent se rendre à l'évidence, et ils ne se doutèrent plus que ce ne fût bien là un drapeau de régiment» [Gagnon Ia]. À la mort de son premier propriétaire, Gagnon rectifie les faits: le «fourreau en toile, contemporain du drapeau lui-même, a été primitivement recouvert d'une couche de peinture rouge. Il était destiné à recevoir la hampe de support, et celle-ci devait être horizontale, étant donné l'orientation des dessins dont le haut est toujours tourné du côté de la hampe. -- Ses grandes dimensions, son mode de suspension, la disposition des dessins, tout fait croire que nous avons affaire ici à une bannière religieuse plutôt qu'à un drapeau militaire. Sur ce point aucun doute possible» [Gagnon IIa].

### État de préservation
En 1882, Gagnon affirme que le drapeau «porte les marques du passage de deux ou trois balles et [qu']il paraît avoir été lacéré par plusieurs coups de sabre» [Gagnon Ia]. Le drapeau avait donc connu le feu de Carillon, il en était resté marqué. Il rétablit les faits en 1915 : « Les trous de boulets et de balles, qu'on a quelquefois voulu y voir, sont de simples déchirures, l'œuvre du temps et d'un enroulement défectueux » [Gagnon IIa].

## Préservation et observations
Du drapeau de Carillon, quatre descriptions existent. La première est celle de Louis de Gonzague Baillargé, dont Ernest Gagnon se fait l'écho en 1882 [Gagnon Ia]. Cette description remonte donc à 1848, au moment de la redécouverte du drapeau. À la mort de Baillargé, en 1896, le drapeau est examiné par les autorités du séminaire de Québec et de l'Université Laval, son nouveau propriétaire. Assistaient à l'examen : Ernest Gagnon, secrétaire du ministère des Travaux publics, J.-C.-K. Laflamme, professeur à l'Université Laval, George Saint-Michel, dessinateur au ministère des Travaux publics et dont les dessins de la relique sont conservés dans la collection des archives du Séminaire de Québec (159 A-138), propriété du Centre de référence de l'Amérique française, au Musée de la Civilisation de Québec, un photographe de la maison Livernois de Québec dont les clichés sont conservés à la section des cartes et gravures à Bibliothèque et archives nationales du Québec. Cette deuxième description attribuée à Mgr Laflamme est fournie par Ernest Gagnon en 1915 [Gagnon IIa]. Le 15 février 1982, la Société Saint-Jean-Baptiste de Québec, «afin de donner suite à sa politique de mise en valeur de notre Patrimoine national» demande que soit restauré et exposé le drapeau de Carillon. Le Séminaire se rend à la demande du Centre de restauration et de conservation du Québec et accepte que le drapeau soit déroulé pour examen le 16 septembre 1982. La troisième description est celle qu'en fera René Robitaille alors conseiller général et responsable du Comité de la sauvegarde du patrimoine de la Société Saint-Jean-Baptiste de Québec [Robitaille]. En 1988, le Musée du Séminaire de Québec (aujourd'hui Musée de l'Amérique française), propriétaire du drapeau, accepte qu'il soit restauré. La tâche est confiée à l'Institut canadien de conservation sous la responsabilité de Ela Keyserlingk, restauratrice principale. La quatrième description se retrouve dans le Rapport de traitement de l'Institut canadien de conservation.